# Echinopla brevisetosa
Echinopla brevisetosa (лат.) — вид муравьёв рода Echinopla из подсемейства формицины (Formicinae, Camponotini). Встречаются в Юго-Восточной Азии (Филиппины, остров Минданао, Bukidnon Province).

## Описание
Среднего размера муравьи чёрного цвета (ноги и усики частично коричневые). Длина рабочих от 3,9 до 4,0 мм. Длина головы рабочих 1,02 мм. Длина скапуса усика от 0,87 до 1,02 мм. Отличается узкой среднегрудкой, сравнительно длинным проподеумом и полипоровой структурой поверхности тела, сходной с порами кораллов. Голова субтрапециевидная, брюшко округлой формы. Тело покрыто короткими светлыми или сероватыми волосками. Покровы плотные, с морщинками или грубой крупной пунктировкой. Заднегрудка округлая без проподеальных зубцов, однако петиоль несёт сверху несколько шипиков. Усики у самок и рабочих 12-члениковые (у самцов усики состоят из 13 сегментов). Жвалы рабочих с 5 зубцами. Нижнечелюстные щупики 6-члениковые, нижнегубные щупики состоят из 4 сегментов. Голени средних и задних ног с одной апикальной шпорой. Стебелёк между грудкой и брюшком состоит из одного сегмента (петиоль). Вид был впервые описан в 2015 году австрийскими мирмекологами Herbert Zettel и Alice Laciny (Zoological Department, Natural History Museum, Вена, Австрия) и назван по признаку короткого опушения (brevis + setosus).